# Хайниш, Михаэль
Михаэ́ль Ха́йниш (нем. Michael Hainisch; 15 августа 1858 — 26 февраля 1940) — австрийский политик и экономист. Второй президент Австрии. Он был избран в 1920 году.

## Президентство
В период своего президентства работал над преодолением сложной ситуации, сложившейся в Австрии после Первой мировой войны. Развивал аграрный сектор и туризм, особенно в Альпах, поощрял электрификацию железных дорог. Одобрял торговлю с пограничными странами, такими, как Германия. Стал защитником национальных традиций и культуры.
Одновременно в 1920-х правящей партией была Христианско-социальная партия (ХСП; Christlichsoziale Partei), придерживавшаяся принципов «политического католицизма». В парламенте Первой республики, кроме ХСП и Социал-демократической рабочей партии Австрии (СДРПА; Sozialdemokratische Arbeiterpartei Osterreichs), были представлены и пангерманцы. В 1918 году возникла Коммунистическая партия Австрии (КПА; Kommunistische Partei Osterreichs). В 1923 году социал-демократы создали военную организацию — шуцбунд. На территории Австрии действовали и организации партии нацистов — НСДАП (Nationalsozialis- tische Deutsche Arbeiterpartei). Со 2-й половины 1920-х годов всё большую роль стали играть так называемые отряды самообороны (хеймвер), превратившиеся в массовые военные организации.
Из-за ухудшения экономического положения в 1921—1922 годах австрийское правительство, возглавлявшееся И. Зейпелем, вынуждено было прибегнуть к внешним займам. В 1922 году был подписан Женевский протокол об отсрочке выплаты репараций и о кредите на 650 миллион золотых крон. К концу 1924 года финансы удалось стабилизировать, с 1 января 1925 года вводилась в обращение новая денежная единица — шиллинг, равная 10 тысяч бумажных крон старого образца. Однако уже в 1929 году мировой экономический кризис затронул Австрию.
Внешняя политика Первой Австрийской республики одновременно зависела от позиции великих держав. В 1920 году Австрия стала членом Лиги Наций. В соответствии с Женевским протоколом 1922 года Австрии предоставлялись кредиты и гарантировалась её «территориальная целостность и независимость». В то же время экономика Австрии попадала под контроль участников данного договора.

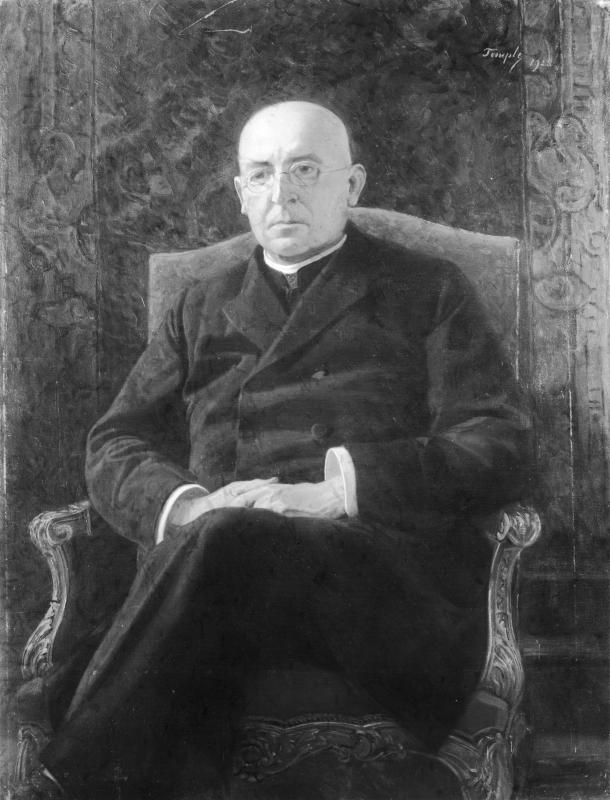
Федеральный канцлер Австрии Игнац Зейпель

Михаэль Хайниш был подвержен пангерманским идеям, позже поддержал аншлюс Австрии Германией в 1938 году.

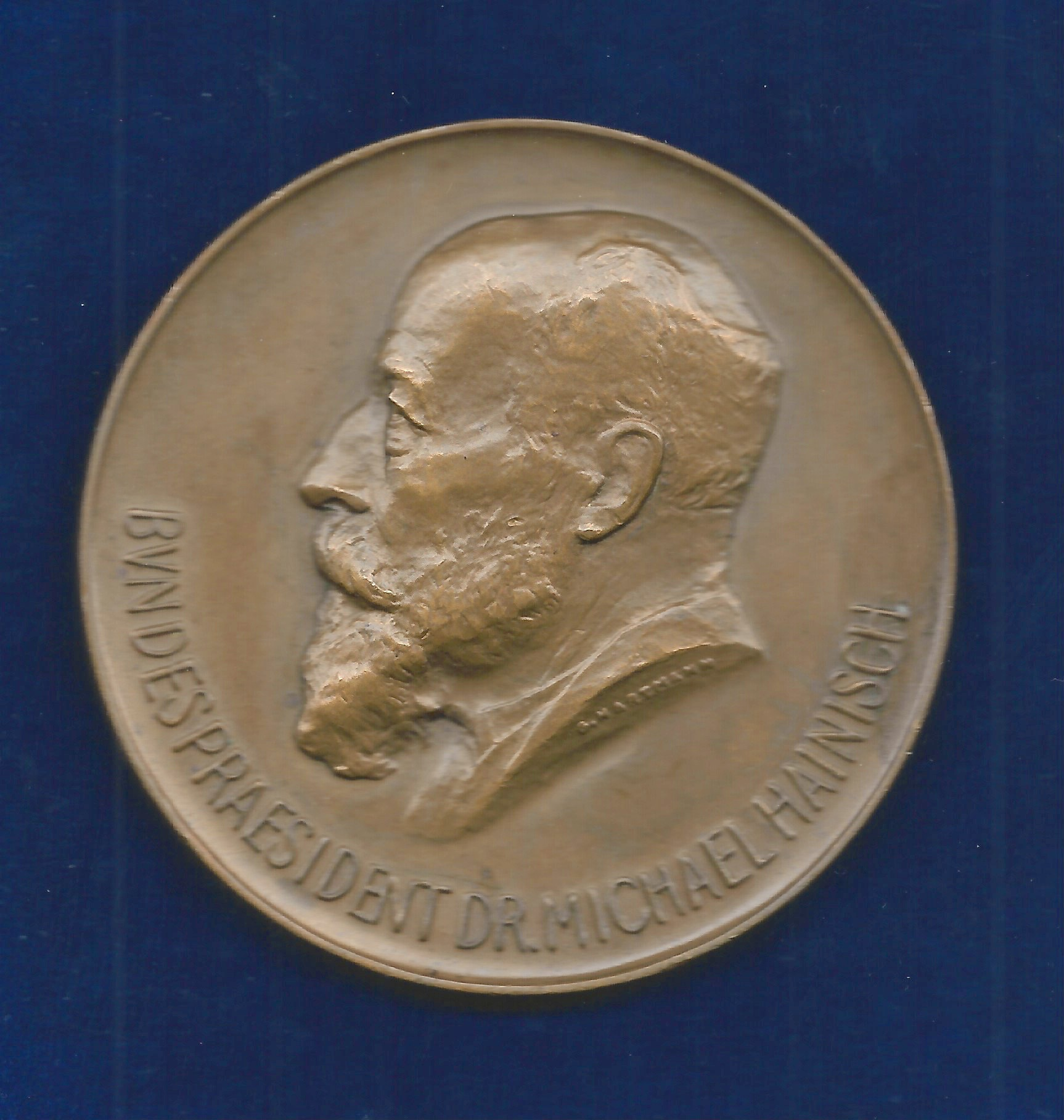
Бронзовая медаль с изображением Михаэля Хайниша